# Album de bande dessinée
Pour les articles homonymes, voir Album.
 (février 2025).
Si vous disposez d'ouvrages ou d'articles de référence ou si vous connaissez des sites web de qualité traitant du thème abordé ici, merci de compléter l'article en donnant les références utiles à sa vérifiabilité et en les liant à la section « Notes et références ».
Un album de bande dessinée est un livre contenant une ou plusieurs bandes dessinées. 
C'est un livre broché ou relié (à couverture souple ou rigide) proche du format A4 comportant à l’origine, pour les albums cartonnés, une soixantaine de planches, puis une quarantaine, aujourd'hui le plus souvent en couleur.

## Utilisation

### En Europe et dans le monde anglophone
Originellement réservé aux séries les plus populaires, lorsque les périodiques étaient le vecteur principal de diffusion de la bande dessinée[Quand ?], l'album est aujourd'hui en Europe et dans le monde anglophone la principale vitrine de cet art. 

### Au Japon
Au Japon, les bandes dessinées Manga sont toujours prépubliées dans des magazines avant d'être éditées en album.

## Formats
La plupart des albums publiés en France et en Belgique depuis les années 1980 par les plus grands éditeurs sont cartonnés (en anglais : hardcover) et contiennent entre 44 et 46 pages (trois cahiers de seize pages) pour les albums jeunesse, parfois une soixantaine pour les albums adultes. 
Il existe aussi des albums brochés (en anglais : softcover), majoritaires dans l'édition alternative et la bande dessinée d'auteur, pour des raisons de coûts comme de standing, qui sont généralement moins formatés. 
Dans le monde anglophone et en Asie, les albums sont la plupart du temps souples.